# ایگور لیگاچف
ایگور کوزمیچ لیگاچف (روسی: Егор Кузьмич Лигачёв) (زادهٔ ۲۹ نوامبر ۱۹۲۰ – درگذشتهٔ ۷ مهٔ ۲۰۲۱) از سیاست‌مردان روسیه بود که قبل از فروپاشی اتحاد جماهیر شوروی از اعضای بلندپایهٔ حزب کمونیست اتحاد شوروی بوده است.

## زندگی
لیگاچف در سیبری زاده شد. مدت طولانی در سیبری و استان تومسک زندگی و کار کرد. تحصیلات عالی خود را در رشته‌های فنی و علوم انسانی در مسکو به پایان رساند و در سال ۱۹۴۲ به عضویت حزب کمونیست در آمد.
او در نواسیبرسک در کارخانه هواپیما سازی چکالوف و در مقام‌های دبیر اول کمیته ایالتی حزب کمونیست شوروی، صدر هیئت رئیسه شورای نمایندگان زحمتکشان استان و دبیر کمیته ایالتی استان کار کرد.
در سال‌های آغازین دههٔ ۱۹۶۰ میلادی معاون رئیس شعبه حزب کمونیست اتحاد شوروی، از سال ۱۹۶۵ تا سال ۱۹۸۳ دبیر اول کمیته حزبی حزب کمونیست اتحاد شوروی در استان تومسک، از سال ۱۹۸۳، مجدداً مدیر شعبه در کمیته مرکزی و دبیر کمیته مرکزی، ۱۹۸۵ تا سال ۱۹۹۰ عضو هیئت سیاسی کمیته مرکزی حزب کمونیست اتحاد شوروی و دبیر دوم این حزب بود.
لیگاچف چند بار به نمایندگی شورای عالی اتحاد شوروی و جمهوری فدراتیو سوسیالیستی روسیه انتخاب شد. او در حال حاضر معاون صدر شورای احزاب کمونیست متحد است.